# 卡策尔斯多夫
卡策尔斯多夫是奥地利下奥地利州维也纳新城城郊县的一个市镇。总面积16.25平方公里，总人口3025人，人口密度186.2人/平方公里（2005年）。